# Skolan mitt i byn
Skolan mitt i byn är det svenska försöket till så kallade community school-rörelsen som varit aktiv i Storbritannien, Tyskland och Kanada.[källa behövs]
Tanken bakom detta är att skolan inte ska vara en plats där man bara går till under vissa tidsperioder under dagen, utan att det ska vara ett kunskapscentrum som är integrerat på alla plan i det lokala samhället.
I SOU 1996:143, s. 62 går att läsa
| ” | Om skolan fungerar som ’skola mitt i byn’ eller ett ’kulturellt centrum’, och om det i skolans lokaler utanför skoltid pågår verksamheter av alla möjliga slag, initierade av befolkningen i området eller skolan själv, så ökar möjligheterna till en konstruktiv dialog också om skolan och dess kärnverksamhet | „ |